# Sportsklubben Djerv 1919
Lo Sportsklubben Djerv 1919, conosciuto semplicemente come Djerv 1919, è una squadra di calcio norvegese di Haugesund, fondata nel 1919. Milita nella 4. divisjon, quinto livello del calcio norvegese. Giocò una stagione nella massima divisione norvegese, nel campionato 1988. Nel 1993, si unì con lo Haugar per fondare lo Haugesund, ma continuò la propria storia nelle serie inferiori norvegesi.

## Palmarès

### Competizioni nazionali
- 4. divisjon: 1

2018

### Altri piazzamenti
- Coppa di Norvegia:

Semifinalista: 1986
- 3. divisjon:

Terzo posto: 2019
- 4. divisjon:

Secondo posto: 2014, 2016
Terzo posto: 2013